# Late Night Tales
Late Night Tales и его предшественник Another Late Night — две серии дисков, выпускающихся на инди-лейбле Late Night Tales. Треки на каждом альбоме отобраны и сведены определёнными диджеями, музыкантами и группами. Как говорят организаторы, цель серии — собрать альбом, состоящий из музыки, вдохновившей самих музыкантов в выборе профессии, любимейшие из любимых песен.

## Альбомы
| Информация об альбомах |
| --- |
| Another Late Night: Fila Brazillia - Автор: Fila Brazillia - Дата выпуска: 19 февраля 2001 - Синглы: Nature Boy                                                         |
| Another Late Night: Howie B - Автор: Howie B - Дата выпуска: 24 июля 2001 - Синглы: Under The Boardwalk                                                                 |
| Another Late Night: Rae & Christian - Автор: Rae & Christian - Дата выпуска: 1 марта 2001 - Синглы: Flashlight                                                          |
| Another Late Night: Zero 7 - Автор: Zero 7 - Дата выпуска: 18 февраля 2002 - Синглы: Truth And Rights                                                                   |
| Another Late Night: Groove Armada - Автор: Groove Armada - Дата выпуска: 3 июня 2002 - Синглы: Fly Me To The Moon                                                       |
| Another Late Night: Tommy Guerrero - Автор: Tommy Guerrero - Дата выпуска: 23 сентября 2002 - Синглы:                                                                   |
| Another Late Night: Kid Loco - Автор: Kid Loco - Дата выпуска: 10 февраля 2003 - Синглы: Paralysed                                                                      |
| Late Night Tales: Nightmares on Wax - Автор: Nightmares on Wax - Дата выпуска: 12 мая 2003 - Синглы: Brothers On The Slide                                              |
| Late Night Tales: Sly & Robbie - Автор: Sly & Robbie - Дата выпуска: 14 июля 2003 - Синглы: La Isla Bonita                                                              |
| Late Night Tales: Jamiroquai - Автор: Jamiroquai - Дата выпуска: 10 ноября 2003 - Синглы:                                                                               |
| Late Night Tales: Turin Brakes - Автор: Turin Brakes - Дата выпуска: 16 февраля 2004 - Синглы:                                                                          |
| Late Night Tales: Four Tet - Автор: Four Tet - Дата выпуска: 4 октября 2004 - Синглы: Castles Made Of Sand                                                              |
| Late Night Tales: The Flaming Lips - Автор: The Flaming Lips - Дата выпуска: 7 марта 2005 - Синглы: Seven Nation Army                                                   |
| Late Night Tales: Belle & Sebastian - Автор: Belle & Sebastian - Дата выпуска: 27 февраля 2006 - Синглы: Casaco Marron                                                  |
| Late Night Tales: Air - Автор: Air - Дата выпуска: 11 сентября 2006 - Синглы:                                                                                           |
| Late Night Tales: David Shrigley aka Shrigley Forced to Speak with Others - Автор: David Shrigley - Дата выпуска: 23 октября 2006 - Синглы:                             |
| Late Night Tales: Nouvelle Vague - Автор: Nouvelle Vague - Дата выпуска: 5 февраля 2007 - Синглы: Come on Eileen                                                        |
| Late Night Tales: Lindstrøm - Автор: Lindstrøm - Дата выпуска: 9 июля 2007 - Синглы: Let It Happen                                                                      |
| Late Night Tales: Fatboy Slim - Автор: Fatboy Slim - Дата выпуска: 15 октября 2007 - Синглы: Radioactivity                                                              |
| Late Night Tales: Groove Armada - Автор: Groove Armada - Дата выпуска: 10 марта 2008 - Синглы: Are Friends Electric                                                     |
| Late Night Tales: Matt Helders - Автор: Arctic Monkeys - Дата выпуска: 27 октября 2008 - Синглы: Matt Helders — Dreamer + Alex Turner — A Choice Of Three (Spoken Word) |
| Late Night Tales: Snow Patrol - Автор: Snow Patrol - Дата выпуска: 28 сентября 2009 - Синглы: New Sensation                                                             |
| Late Night Tales: The Cinematic Orchestra - Автор: The Cinematic Orchestra - Дата выпуска: 5 апреля 2010 - Синглы: Talking About Freedom feat Fontella Bass             |
| Late Night Tales: Trentemøller - Автор: Trentemøller - Дата выпуска: 30 мая 2011 - Синглы: Trentemøller feat. Marie Fisker & Steen Jørgensen - Blue Hotel               |

## Похожие серии
- Back To Mine
- DJ-Kicks
- Under The Influence
- Solid Steel